# Estació de Pola de Lena
L'estació de La Pola és una estació de ferrocarril situada a la localitat de La Pola, en el municipi de Ḷḷena, a Astúries.
Té serveis de llarga i mitjana distància i rodalia operats per Renfe. Es troba al punt quilomètric 108,1 de la línia Venta de Baños-Gijón d'ample ibèric. El tram està electrificat sent de via única en direcció al port de Payares i de via doble cap a Oviedo.

## Serveis ferroviaris

### Rodalies
L'estació forma part de la xarxa de Cercanías Asturias integrant-se en la línia C-1.

### Mitjana Distància
| Línia MD | Trens    | Origen/Destinació |  | Destinació/Origen       |
| -------- | -------- | ----------------- |  | ----------------------- |
| 24       | Regional | Gijón             |  | Valladolid-Campo Grande |

### Llarga Distància
| Tren  | Origen/destinació | Parades Intermèdies | Destinació/origen | Observacions                 |
| ----- | ----------------- | --- | ----------------- | ---------------------------- |
| Alvia | Gijón             | Oviedo · Mieres-Puente · La Pola · León · Sahagún · Palència · Valladolid-Campo Grande · Segovia-Guiomar · Madrid-Chamartín · Madrid-Atocha · Cuenca-Fernando Zóbel · Albacete-Los Llanos · Villena AV                                                         | Alacant-Terminal  | 1 tren diari per sentit      |
| Alvia | Gijón             | Oviedo · Mieres-Puente · La Pola · León · Palència · Valladolid-Campo Grande · Madrid-Chamartín · Madrid-Atocha · València-Joaquim Sorolla · Sagunt · Castelló de la Plana · Benicàssim                                                                        | Orpesa            | 6 trens setmanals per sentit |
| Alvia | Gijón             | Oviedo · Mieres-Puente · La Pola · La Robla · León · Sahagún · Palència · Burgos-Rosa de Lima · Miranda de Ebro · Vitòria · Pamplona · Tafalla · Tudela de Navarra · Saragossa-Delicias · Lleida Pirineus · Camp de Tarragona                                  | Barcelona-Sants   | 6 trens setmanals per sentit |
| Alvia | Gijón             | Oviedo · Mieres-Puente · La Pola · León · Sahagún · Palència · Valladolid-Campo Grande · Segovia-Guiomar | Madrid-Chamartín  | 3/4 trens diaris per sentit  |
| Alvia | Gijón             | Oviedo · Mieres-Puente · León · Sahagún · Palència · Valladolid-Campo Grande · Madrid-Chamartín · Madrid-Atocha · Ciudad Real · Puertollano · Córdoba Central · Sevilla-Santa Justa · Jerez de la Frontera · El Puerto de Santa María · San Fernando-Bahía Sur | Cádiz             | 1 tren diari per sentit      |